# Ivan Zinovjev
Ivan Aleksejevitj Zinovjev (ryska: Иван Алексеевич Зиновьев), född 1835 i Moskva, död 1917, var en rysk diplomat. 
Zinovjev studerade vid Lazarevskij-institutet, där hans far, Aleksej Zinovjev (född 1804, död 1884), känd genom sin ryska översättning av John Miltons "Paradise Lost", var lärare i orientaliska språk. Zinovjev ingick i ryska utrikesministeriet, blev legationssekreterare i Konstantinopel, diplomatisk agent i Bukarest, minister i Persien (1870) och direktör för asiatiska departementet i utrikesministeriet (1882). Han utnämndes 1891 till envoyé i Stockholm, tjänstgjorde från 1895 en tid såsom ryske utrikesministerns närmaste man, rappellerades 1897 från Stockholm och var 1898–1909 ambassadör i Konstantinopel, där han med smidighet företrädde Rysslands traditionella Balkanpolitik. Han blev 1910 ledamot av riksrådet.